# Pollicipes
Pollicipes Leach, 1817 é um género de crustáceos cirrípedes que inclui as quatro espécies conhecidas pelos nomes comuns de percebes ou perceves. São organismos filtradores marinhos, de pedúnculo carnudo comestível. A espécie Pollicipes mitella (Linnaeus, 1758), também conhecida pelos mesmos nomes comuns, foi movida para o género Capitulum.

## Taxonomia
O género Pollicipes inclui as seguintes quatro espécies, todas elas comestíveis e comercializadas sob o nome de percebes:
- Pollicipes pollicipes (Gmelin, 1789)
- Pollicipes elegans (Lesson, 1831)
- Pollicipes polymerus (Sowerby, 1833)
- Pollicipes caboverdensis (Fernandes, Cruz, & Van Syoc, 2010)